# DNB Arena
Le DNB Arena est une patinoire de hockey sur glace situé à Stavanger en Norvège. Ouvert au début de la saison 2012-2013 de la GET-ligaen, il dispose d'une capacité de 4 500 places pour les rencontres de hockey sur glace et de 6 000 en configuration pour les concerts, incluant 36 loges privées. Contrairement aux autres patinoires du pays qui suivent les règles de la Fédération internationale de hockey sur glace, la taille de la glace du DNB Arena correspond à celles des patinoires de la Ligue nationale de hockey. Le bâtiment d'une superficie de 16 500 m2 est dessiné par la maison d'architectes Arkitektkontoret Jobb et est nommé après le groupe bancaire norvégien DNB.
Des plans pour remplacer le vieillissant Stanvanger Ishall sont envisagés pour la première fois en 2006 par Tore Christiansen, propriétaire des Oilers. Les travaux débutent en mai 2011, avec Kruse Smith comme principal contractant. La construction coûte 210 millions de couronnes norvégiennes. L'infrastructure est la propriété de la compagnie d'investissement des Oilers, qui reçoit chaque année la somme combiné de 9 millions de couronnes de la part de la municipalité et de DNB. La patinoire a accueilli des événements internationaux tels que des groupes de la Coupe continentale et une division inférieure du Championnat du monde féminin.

## Historique
Des plans pour une nouvelle patinoire pour les Stavanger Oilers sont envisagés pour la première fois en 2006 par Tore Christiansen, propriétaire et président du club. En 2007, les Oilers ont la meilleure affluence de la GET-ligaen, l'élite du hockey norvégien, lorsqu'ils atteignent 2 000 spectateurs de moyenne par rencontre. Le club déclare qu'une augmentation serait difficile, surtout avec toutes les places vendues aux abonnés et que les espaces des terrasses ne sont mis en vente que lors des rencontres principales.
Le conseil municipal de Stavanger adopte le 19 octobre 2009 un plan de zonage pour la patinoire. Cependant, le début des travaux est retardé suivant une dispute entre la municipalité et la société de gestion de la patinoire concernant les concessions commerciales. Une partie du financement provient d'une subvention annuelle de 4 millions de couronnes norvégiennes (NOK) pour 20 ans payée par la municipalité pour permettre l'usage de la glace par d'autres clubs locaux. La construction débute le 13 mai 2011, avec Kruse Smith comme principal contractant. Au départ, le projet est appelé Oilers Arena, mais en septembre 2011, le club signe un accord de 10 ans le groupe bancaire norvégien DNB pour les droits de naming, valant 5 millions NOK par an. Le bâtiment, dessiné par Arkitektkontoret Jobb, est fait d'éléments préfabriqués par Spenncon. Le coût final de la construction est de plus de 210 millions NOK.
Avant le début de la saison 2012-2013, les Oilers vendent 3 000 abonnements pour l'année. L'arène est ouverte le 1er octobre 2012 avec un entraînement des Oilers. Malgré l'opposition du Parti populaire chrétien et du Parti socialiste de gauche, le conseil municipal donne un autorisation temporaire de servir des boissons alcoolisées durant les matchs. Le club déclare espérer que cela ouvrirait la voie à servir de l'alcool à d'autres événements sportifs dans le pays. La première partie a lieu le 6 octobre suivant avec une victoire 3-2 des joueurs locaux sur Vålerenga Ishockey.

## Infrastructures
Le DNB Arena est situé sur Madlaveien, à côté du Stavanger Ishall, l'ancienne patinoire des Oilers, aussi connu sous le nom de Siddishallen. L'arène a une capacité de 4 500 places pour les rencontres de hockey sur glace et de 6 000 pour les concerts, incluant 36 loges privées. La glace mesure 26 par 60 mètres, la taille réglementaire en Ligue nationale de hockey en Amérique du Nord, soit plus étroit que la norme de la Fédération internationale de hockey sur glace (IIHF), celle habituellement retenue en Norvège. Le bâtiment a une superficie au sol de 16 500 m2. Les sièges sont couverts de textile. Le club a choisi de ne pas aménager le lieu aux couleurs à ses couleurs afin de garder le focus sur le terrain de jeu et de faciliter l'usage de la salle pour d'autres événements. Le système de son coûte 8 millions NOK et est livré par Bose et Electrocompaniet. Les concessionnaires n'acceptent pas d'argent liquide : seuls les cartes bancaires et des systèmes prépayées sont utilisés pour les paiements.

## Événements
Les Oilers ont accueilli au DNB Arena un groupe du troisième tour de la Coupe continentale 2012-2013. Le Championnat du monde féminin de Division IA s'y est tenu en avril 2013. Des concerts y sont organisés parmi lesquels ceux de Brad Paisley le 11 novembre 2012 et de Mark Knopfler le 13 juin 2013,. L'arène est également l'une des salles utilisées pour la foire de l'Offshore Northern Seas.